# Zapłodnienie krzyżowe
Zapłodnienie krzyżowe, alogamia – rodzaj zapłodnienia polegający na zlaniu się gamet pochodzących od różnych osobników tego samego gatunku. Występuje u roślin dwupiennych oraz zwierząt rozdzielnopłciowych, a także u niektórych gatunków hermafrodytycznych. Podczas tego procesu dochodzi do rekombinacji pomiędzy materiałem genetycznym obu osobników, co zwiększa zróżnicowanie w populacji, zapewniając jej tym samym lepsze przystosowanie do zmian zachodzących w środowisku.
Strategie i mechanizmy zapłodnienia krzyżowego różnią się w poszczególnych grupach organizmów:
- mchy i wątrobowce – ruchliwe plemniki jednego osobnika dostają się za pośrednictwem wody do komórek jajowych drugiego osobnika;
- rośliny nasienne – pyłek przenoszony jest pomiędzy kwiatami męskimi i żeńskimi, przy udziale wiatru (anemogamia) lub zwierząt (zoogamia);
- większość zwierząt wodnych – samiec i samica wydzielają gamety do wody, gdzie dochodzi do zapłodnienia zewnętrznego;
- zwierzęta lądowe (w tym człowiek) oraz niektóre zwierzęta wodne – samiec wprowadza plemniki do organizmu samicy, gdzie dochodzi do zapłodnienia wewnętrznego.